# Alexandru Nicolici
Alexandru Nicolici (n. 19 februarie 1892, București – d. 20 ianuarie 1953, Poarta Albă) a fost un general român, care a luptat în al doilea război mondial. Alexandru Nicolici a fost comandantul Regimentului 7 Artilerie Buzău între anii 1939-1944, iar în august 1944 în timpul retragerii, a fost avansat general și comandant al Diviziei 8 Infanterie Instrucție. Pentru faptele sale de arme în Campania de Est a fost decorat cu Ordinul „Coroana României” și „Crucea de Fier” germană. În toamna anului 1944 a aderat la Partidul Național Țărănesc și a fost numit prefect al județului Buzău (1 noiembrie – 10 decembrie 1944; înlocuit cu generalul Marinescu).

## Funcții deținute
- 1939 – 1942 - Comandantul Regimentului 7 Artilerie,
- 1942 – 1944 - Comandantul Brigăzii 15 Artilerie,
- 1942 – 1943 - Comandantul Diviziei 15 Artilerie,
- 7 mai 1944 - 20 octombrie - Comandantul Diviziei 8 Infanterie Instrucție,
- 1944 - În retragere.

În 1952 este arestat și condamnat. În 1953 moare în colonia de muncă de la Poarta Albă.